# سجيل-55
S55 أو سجيل 55 هو صاروخ قسامي مطور صنع محلياً في قطاع غزة في فلسطين. صنعته كتائب عز الدين القسام الجناح العسكري لحركة حماس، وقد استخدم في الحرب ضد إسرائيل في غزة في رمضان 1435 هـ، تموز 2014 م (معركة العصف المأكول).وقد كانت كتائب القسام صنعت عدة نماذج من صواريخ سجيل بماديات مختلفة منها صواريخ (سجيل 40. سجيل 50) وكشفت كتائب القسام في برنامج ما خفي أعظم عن استخدام قذائف مدمرة بريطانية غرقت قبالة سواحل غزة منذ الحرب العالمية الاولى عن توظيف هذه القذائف لتكون رأس حربي لصاروخ سجيل ما أدى الى زيادة قدرتها التدميرية.وأعلن القسام أن وزن الرأس الحربي لصواريخ سجيل يبلغ ال50كغم 

## يصل مدينة اللد لأول مرة
قصفت كتائب الشهيد عز الدين القسام ولأول مرة مدينة اللد ورحوفوت بـ 10 صواريخ من طراز سجيل 55 وهو طراز جديد ويستخدم لأول مرة. وعقب ذلك اعترفت إسرائيل بسقوط الصواريخ في تلك المناطق وأعلن حالة الطوارئ في مطار بن غوريون، فيما وقعت عشرات الإصابات في مدينة ريشون ليتسيون.

## فيديو
- ملف مرئي عرضته كتائب القسام لـ سجيل 55التي قصفت به مدينة اللد على يوتيوب